# LXXV Corpo de Exército (Alemanha)
O LXXV Corpo de Exército (em alemão:LXXV. Armeekorps) foi um Corpo de Exército alemão que operou durante a Segunda Guerra Mundial.

## Comandantes
| Comandante                                | Data                                      |
| ----------------------------------------- | ----------------------------------------- |
| General der Infanterie Anton Dostler      | 5 de janeiro de 1944 - 2 de julho de 1944 |
| General der Gebirgstruppen Hans Schlemmer | 2 de julho de 1944 - 8 de maio de 1945    |

## Área de operações
| Itália | janeiro de 1944 - maio de 1945 |